# Stefanova konstanta
Stefanova konstánta (tudi Stefan-Boltzmannova konstanta, oznaka σ (in {\displaystyle \sigma _{\rm {SB}}\!\,})) [štéfan-bólcmanova ~] je fizikalna konstanta, sorazmernostni faktor med celotno energijo, ki jo izseva enota površine črnega telesa v enoti časa in četrto potenco absolutne temperature v Stefan-Boltzmannovem zakonu. Njena vrednost in relativna merilna negotovost sta:
σ = 5,670 373(21) · 10-8 J s-1 m-2 K-4; {\displaystyle [u_{r}=3,6\cdot 10^{-6}]\!\,.}
Stefanovo konstanto se lahko izrazi z Boltzmannovo konstanto {\displaystyle k_{\rm {B}}\!\,}:
{\displaystyle \sigma ={\frac {2\pi ^{5}k_{\rm {B}}^{4}}{15h^{3}c_{0}^{2}}}={\frac {\pi ^{2}k_{\rm {B}}^{4}}{60\hbar ^{3}c_{0}^{2}}}\!\,,}
kjer je:
- {\displaystyle h\!\,} – Planckova konstanta, ħ je Planckova konstanta, deljena z 2π (tudi Diracova konstanta),
- {\displaystyle c_{0}\!\,} – hitrost svetlobe v praznem prostoru.

Konstanta nosi ime po slovenskem fiziku Jožefu Stefanu.
Priporočena vrednost odbora CODATA je izračunana iz izmerjene vrednosti splošne plinske konstante:
{\displaystyle \sigma ={\frac {2\pi ^{5}R^{4}}{15h^{3}c_{0}^{2}N_{\rm {A}}^{4}}}={\frac {32\pi ^{5}hR^{4}R_{\infty }^{4}}{15A_{\rm {r}}({\rm {e}})^{4}M_{\rm {u}}^{4}c_{0}^{6}\alpha ^{8}}}\!\,,}
kjer je:
- {\displaystyle R\!\,} – splošna plinska konstanta,
- {\displaystyle N_{\rm {A}}\!\,} – Avogadrovo število,
- {\displaystyle R_{\infty }\!\,} – Rydbergova konstanta,
- {\displaystyle A_{\rm {r}}({\rm {e}})\!\,} – »relativna atomska masa« elektrona,
- {\displaystyle M_{\rm {u}}\!\,} – konstanta molske mase (1 g/mol po definiciji),
- {\displaystyle \alpha \!\,} – konstanta fine strukture.

Sorodna konstanta je sevalna konstanta, sorazmerna s Stefanovo: 
{\displaystyle a_{1}={\frac {4\sigma }{c_{0}}}={\frac {8\pi ^{5}k_{\rm {B}}^{4}}{15h^{3}c_{0}^{3}}}=7,565768(8017)\cdot 10^{-16}\ \mathrm {J\,m^{-3}\,K^{-4}} \!\,.}
V Planckovem sistemu enot ({\displaystyle c=\hbar =k_{\rm {B}}=1}) je vrednost Stefanove konstante enaka:
{\displaystyle {\begin{aligned}\sigma ^{\mathrm {P} }&={\frac {1}{4\pi ^{2}}}\Gamma (4)\zeta (4)={\frac {1}{4\pi ^{2}}}{\frac {\pi ^{4}}{15}}=0,0253\ldots \,\cdot \,6,4939\ldots ={\frac {\pi ^{2}}{60}}\\&={\frac {1}{2\cdot 5}}\zeta (2)=0,164493406684\ldots \ [\mathrm {M\,T^{-3}\,\Theta ^{-4}} ]\!\,.\end{aligned}}}
Konstanta σ, ki izhaja iz Stefanovih meritev, se lahko zapiše z današnjimi enotami:
{\displaystyle \sigma =5,056\cdot 10^{-8}\ \mathrm {W\,m^{-2}\,K^{-4}} \!\,.}
Stefanova meritev je bila dokaj točna in za 10,8 % premajhna od današnje izmerjene vrednosti. 
Konstanta je vsebovana v obeh različicah Stefan-Boltzmanovega zakona, tako po Stefanovi poti, dobljeni po eksperimentalni poti, in Boltzmannovi termodinamski izpeljavi. Obe poti spadata v klasično fiziko. Teoretična izpeljava konstante pa zahteva kvantno mehaniko in izpeljavo iz Planckovega zakona.